# 米丽娅姆·布特克赖特
米丽娅姆·布特克赖特（德語：Miriam Butkereit，1994年5月8日—），德国女子柔道运动员，主攻70公斤级，2022年世界柔道锦标赛混合团体铜牌得主、2023年欧洲运动会混合团体银牌得主。